# Канмакі
Канмакі (яп. 上牧町, かんまきちょう, канмакі тьо ) — містечко в Японії, у північно-західній частині префектури Нара.